# Cedric Bailey
Cedric Bailey (... – 13 febbraio 2018) è stato un cestista statunitense con cittadinanza panamense.

## Carriera
Con Panama ha disputato i Campionati americani del 1984.